# Mexikói ürge
A mexikó ürge (Ictidomys mexicanus) az emlősök (Mammalia) osztályának a rágcsálók (Rodentia) rendjébe, ezen belül a mókusfélék (Sciuridae) családjába és a földimókusformák (Xerinae) alcsaládjába tartozó faj.

## Rendszertani eltérés
A legújabb DNS vizsgálatok alapján, a korábban alnemként kezelt taxonokat nemi rangra emelték. Tehát az Ictidomys alnem tagjai manapság többé nem tartoznak az ürge (Spermophilus) nembe.

## Előfordulása, élőhelye
Az Amerikai Egyesült Államok déli részén és Mexikóban honos. A mexikói ürge a füves puszták lakója.

## Alfajai
- Ictidomys mexicanus mexicanus Erxleben, 1777 - korábban: Spermophilus mexicanus mexicanus Erxleben, 1777
- Spermophilus mexicanus parvidens Mearns, 1896 - a DNS vizsgálat alapján faji szintre emelődött Ictidomys parvidens néven

## Megjelenése
A mexikói ürgének fehér foltjai vannak. A farka lapos és kissé bozontos. Testhossza 300–351 mm, ebből a farok 110–134 mm.

## Életmódja
A mexikói ürge családi csoportokban él, többnyire magányosállat, a párzási időszak kivételével. Üregben él. Tápláléka magvak, mogyoró, gyökerek, hagyma, növényi szárak, levelek, egerek, rovarok és tojások. 2-5 évig él.

## Szaporodása
A párzási időszak késő márciustól kora áprilisig tart. A 23-28 napig tartó vemhesség után 2-13 kölyköt fial.